# Talenkauen
Talenkauen là một chi khủng long, được Novas Cambiaso & Ambrosio mô tả khoa học năm 2004.